# Annapolis – Ahol a hősök születnek
Az Annapolis – Ahol a hősök születnek (eredeti cím: Annapolis) 2006-os amerikai filmdráma Justin Lin rendezésében. A főszerepet James Franco, Tyrese Gibson, Jordana Brewster, Donnie Wahlberg, Roger Fan és Chi McBride alakítja.
A film 2006. január 27-én jelent meg az Egyesült Államokban. A 26 millió dolláros költségvetésével szemben mindössze 17 millió dolláros bevételt hozott, és a kritikusoktól többnyire negatív véleményeket kapott.

## Cselekmény
A film középpontjában Jake Huard áll, aki arról álmodik, hogy egy nap az Egyesült Államok Tengerészeti Akadémiájára fog járni a marylandi Annapolisban.

## Szereplők
| Karakter       | Színész                | Szinkronhang     |
| -------------- | ---------------------- | ---------------- |
| Jake Huard     | James Franco           | Rába Roland      |
| AJ             | Jim Parrack            | Király Attila    |
| Burton hadnagy | Donnie Wahlberg        | Barát Attila     |
| Bill Huard     | Brian Goodman          | Berzsenyi Zoltán |
| Ali            | Jordana Brewster       | Ruttkay Laura    |
| Carter         | Charles Napier         | Gruber Hugó      |
| Ikrek          | Vicellous Reon Shannon | Szvetlov Balázs  |
| Loo            | Roger Fan              | Seszták Szabolcs |
| Estrada        | Wilmer Calderon        | Crespo Rodrigo   |
| Cole           | Tyrese Gibson          | Kálid Artúr      |
| McNally        | Chi McBride            | Tóth Zoltán      |
| Mrs. Nance     | Cynthia Webb           |                  |
| Mr. Nance      | Matt Myers             |                  |

## Filmzene
2006. január 24-én megjelent a Brian Tyler filmzenei albuma.
A filmben hallható egyéb zenék
- "Nowhere Ride" - The Chelsea Smiles
- "More Human than Human" - White Zombie
- "When I'm Gone" - No Address
- "Just Stop" - Disturbed
- "Different Stars" - Trespassers William
- "Somersault" - Zero 7
- "Born Too Slow" - The Crystal Method
- "Hero of the Day" - Metallica
- "Start Something" - Lostprophets

### Bevétel
Az Annapolis világszerte 17,5 millió dollárt hozott. A nyitóhétvégén 7,7 millió dollárt keresett, és a negyedik helyen végzett, majd a következő hétvégéken újabb 3,4 és 1,4 millió dollárt hozott.